# Památník Antonína Dvořáka ve Zlonicích
Památník Antonína Dvořáka ve Zlonicích je muzeum věnované zejména pobytu skladatele v městečku v letech 1853–1856 a jeho zdejšímu učiteli Antonínu Liehmannovi. Samostatná část expozice se týká cestovatele Eduarda Ingriše, který se ve Zlonicích narodil. 

## Historie

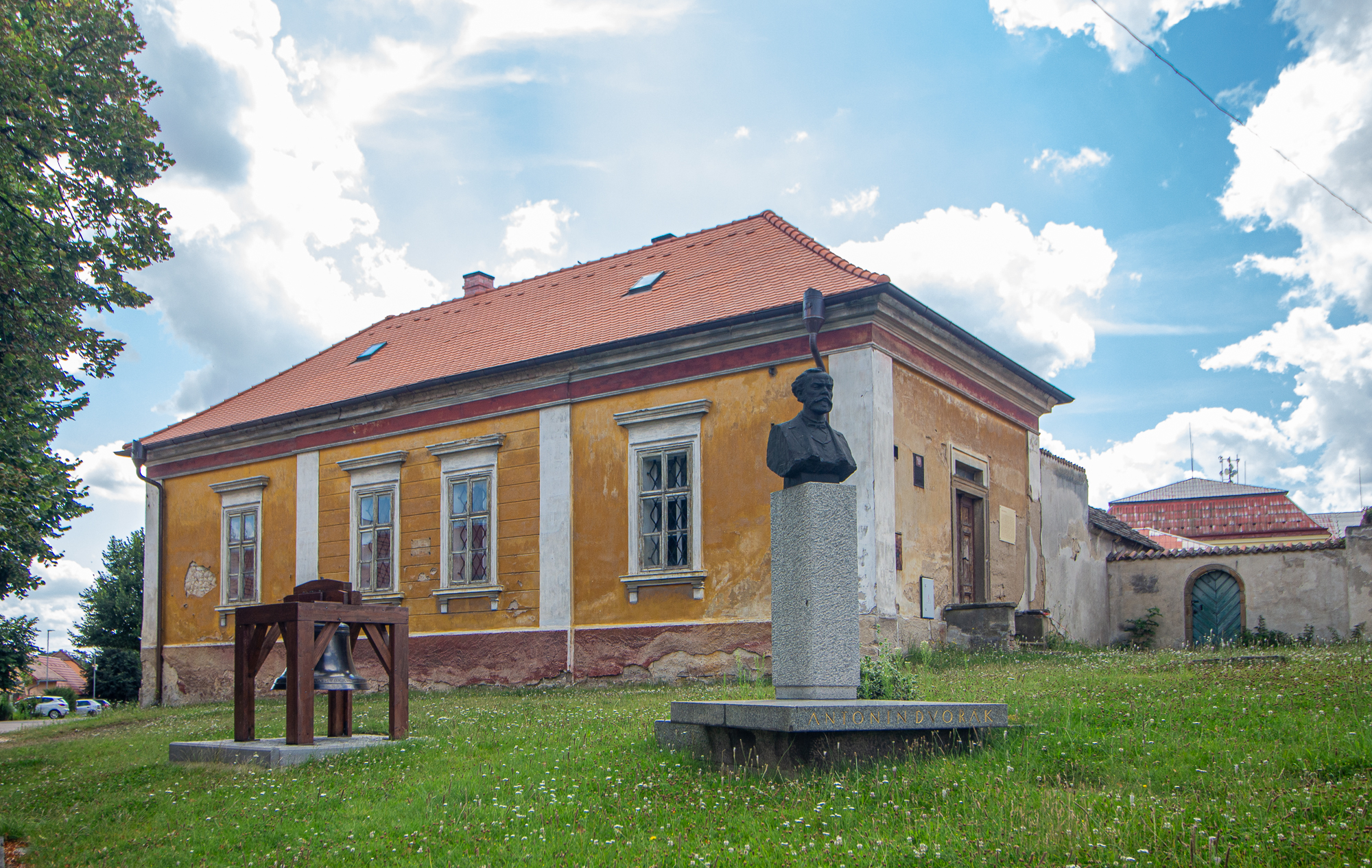
"Varhaníkovna" v sousedství hlavní budovy památníku

Památník dnes sídlí ve dvou budovách. První z nich, dům čp. 20 v Liehmannově ulici, je administrativním centrem a je v něm umístěna hlavní část expozice, věnovaná Dvořákovi. Dům byl postaven v roce 1745, když Zlonice patřily hraběti Filipu Josefu Kinskému. Budova s mansardovou střechou a trojúhelníkovým frontonem byla původně plánovaná jako trojkřídlá. Později byl špitál využíván k bytovým účelům. V roce 1951 se začal objekt opravovat za účelem zřízení Dvořákova památníku. Adaptace proběhla podle plánů místního stavitele Jana Nedvěda (1894–1975). Odstraněny byly příčky vymezující jednotlivé byty a vybudoval se větší prostor, používaný jako koncertní sál. Hlavními iniciátory projektu byli členové výboru Vlastivědného kroužku Zlonicka. V roce 1954 byl památník otevřen. 
V roce 1984 se zpřístupnil sousední objekt čp. 19, zvaný "Varhaníkovna". Myšlenkou obnovy historického zařízení této budovy se delší dobu zabýval tehdejší vedoucí Památníku Antonína Dvořáka Miroslav Hora. Za pomoci členů Vlastivědného kroužku Zlonicka a obyvatel městyse zde byla vytvořena stálá expozice. Varhaníkovnu obývali zloničtí varhaníci včetně Antonína Liehmana, sem se chodil Dvořák k Liehmanovi učit. Dispozice budovy je ale oproti Dvořákovým dobám také změněna, původní vchod byl z ulice. 

## Expozice a činnost památníku

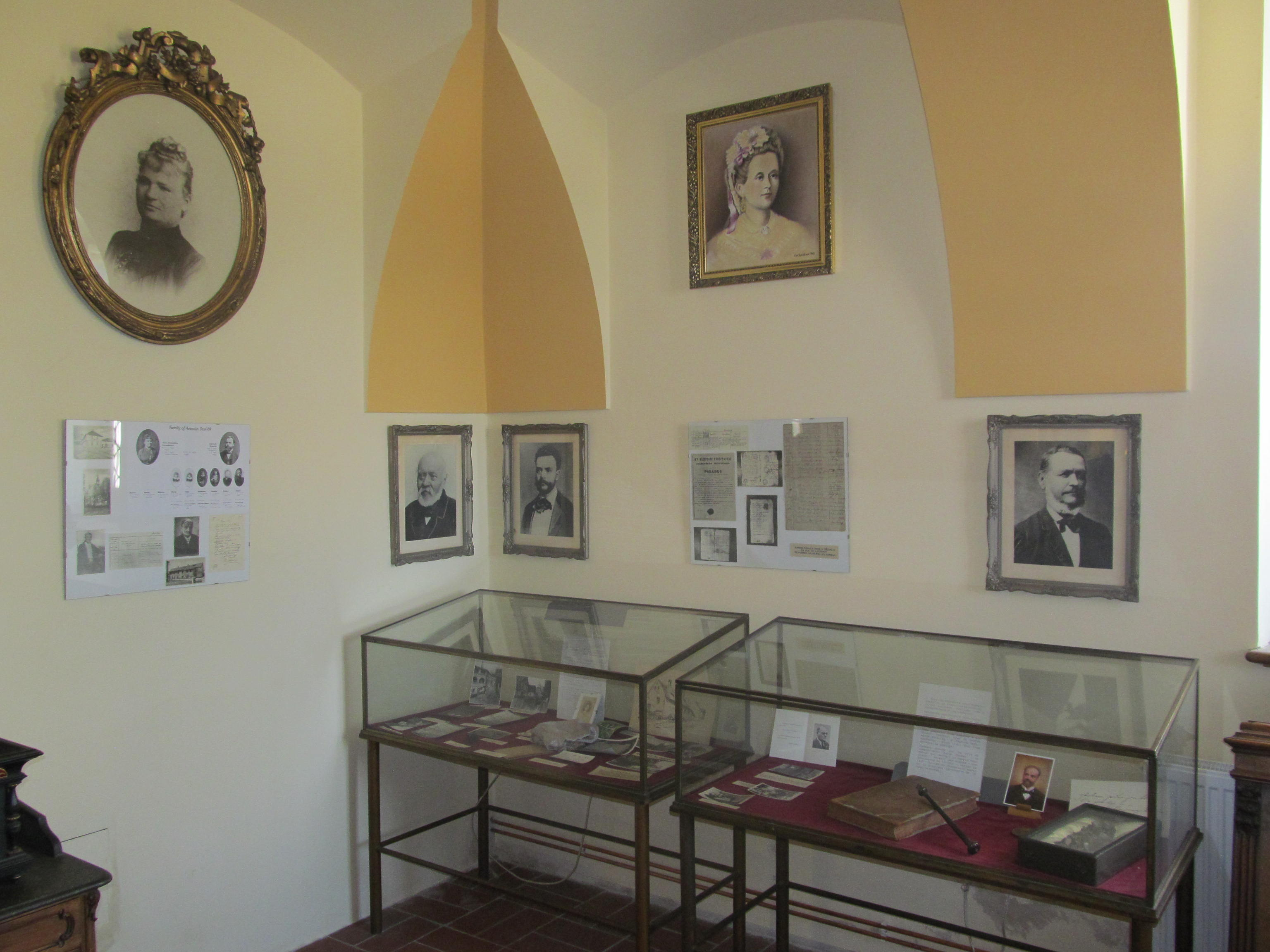
Část expozice v hlavní budově

Expozice umístěná v čp. 20 je věnována hlavně Dvořákovu pobytu ve Zlonicích. Vystaveny jsou některé předměty z Dvořákova vlastnictví (mj. kuřácká souprava, taktovka, učebnice hudby), které památníku věnoval skladatelův syn Otakar. Zájemci si zde také mohou prohlédnout partitury raných Dvořákových děl. V expozici jsou připomenuty i další osobnosti české hudby a kultury vůbec, které se ve Zlonicích narodily nebo k nim mají vztah. Jedná se o skladatele Alexandra Hrdého, Kašpara Herinka, Erasma Foyta, Václava Horálka, Pavla Lamberta Maška a zejména zdejšího rodáka Jana Křtitele Krumpholtze. Ve Zlonicích získával základy hudebního vzdělání i operní pěvec Josef Lev. Prostory v čp. 19 jsou věnovány zejména Liehmanovi, samostatná místnost přibližuje zlonického rodáka, cestovatele Eduarda Ingriše, který vešel do českého povědomí autorstvím písně Teskně hučí Niagara. 
Památník se podílí na společenském životě Zlonic a okolí. Pořádá koncerty komorní hudby a výchovné koncerty pro děti, besedy o Antonínu Dvořákovi, v zasedací síni se konají svatby. Odborníci mohou studovat materiály uložené v notovém archivu, místo také často využívají filmaři. 

## Galerie

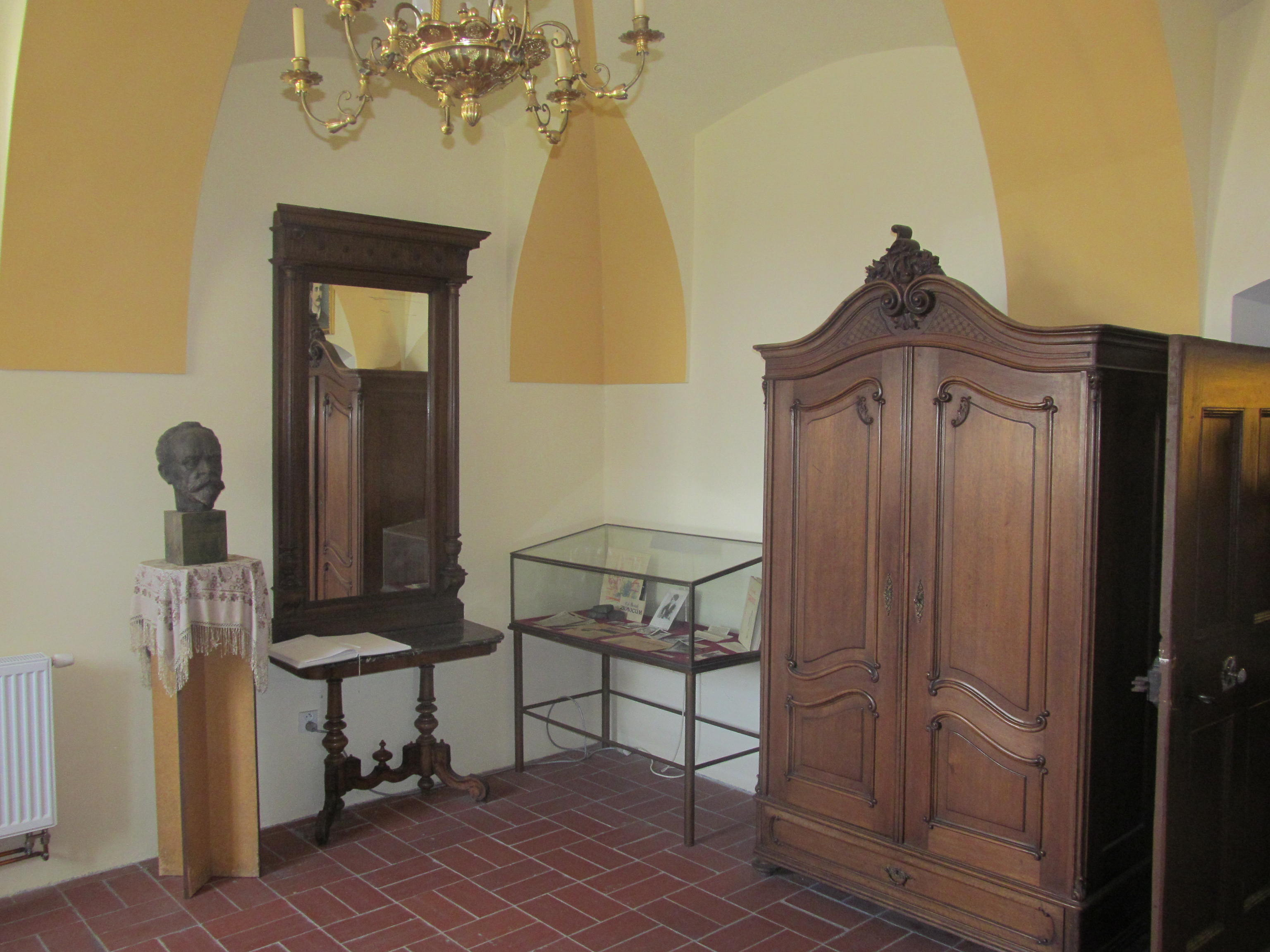
Pohled do expozice v hlavní budově
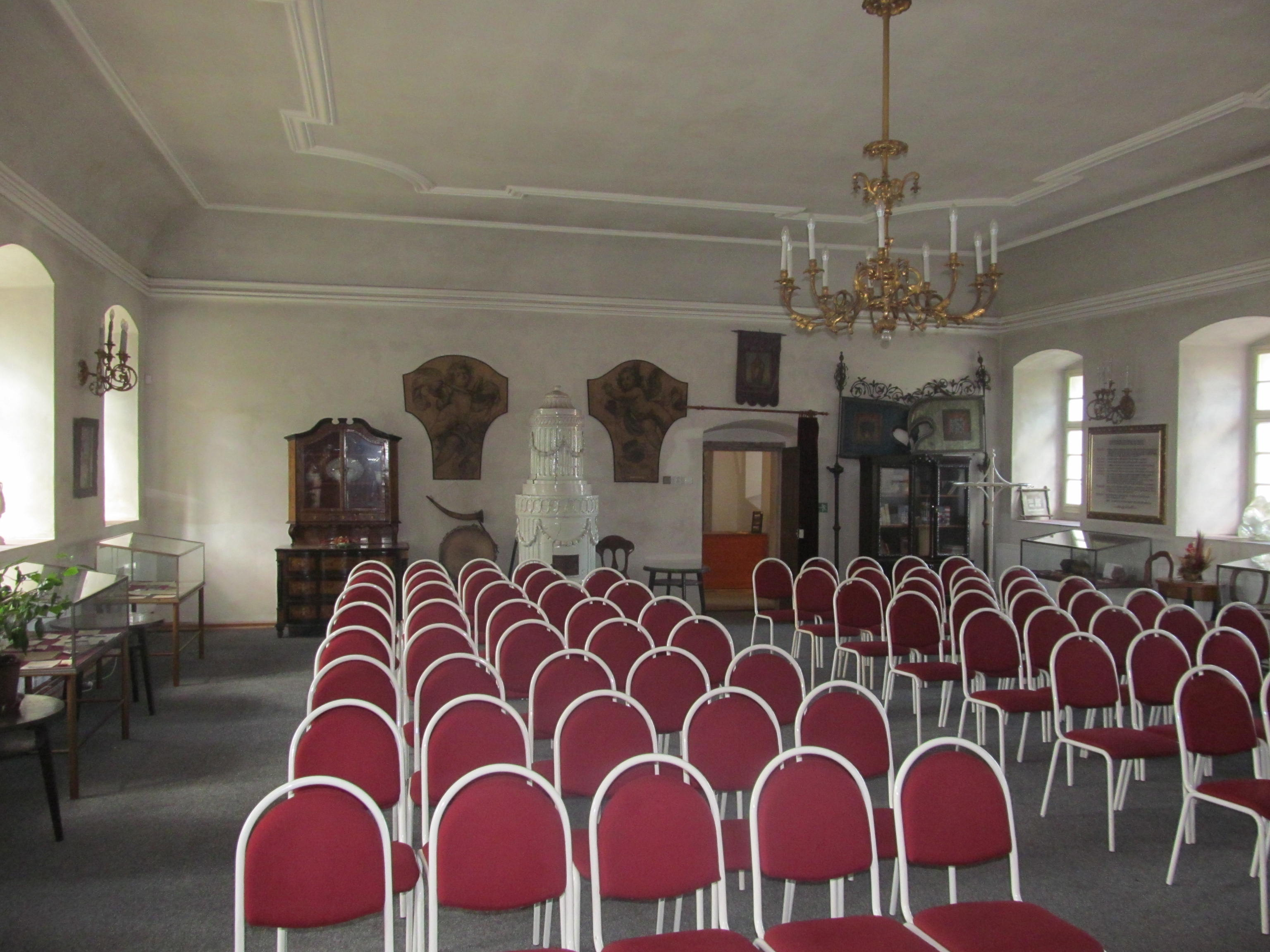
Koncertní a přednáškový sál
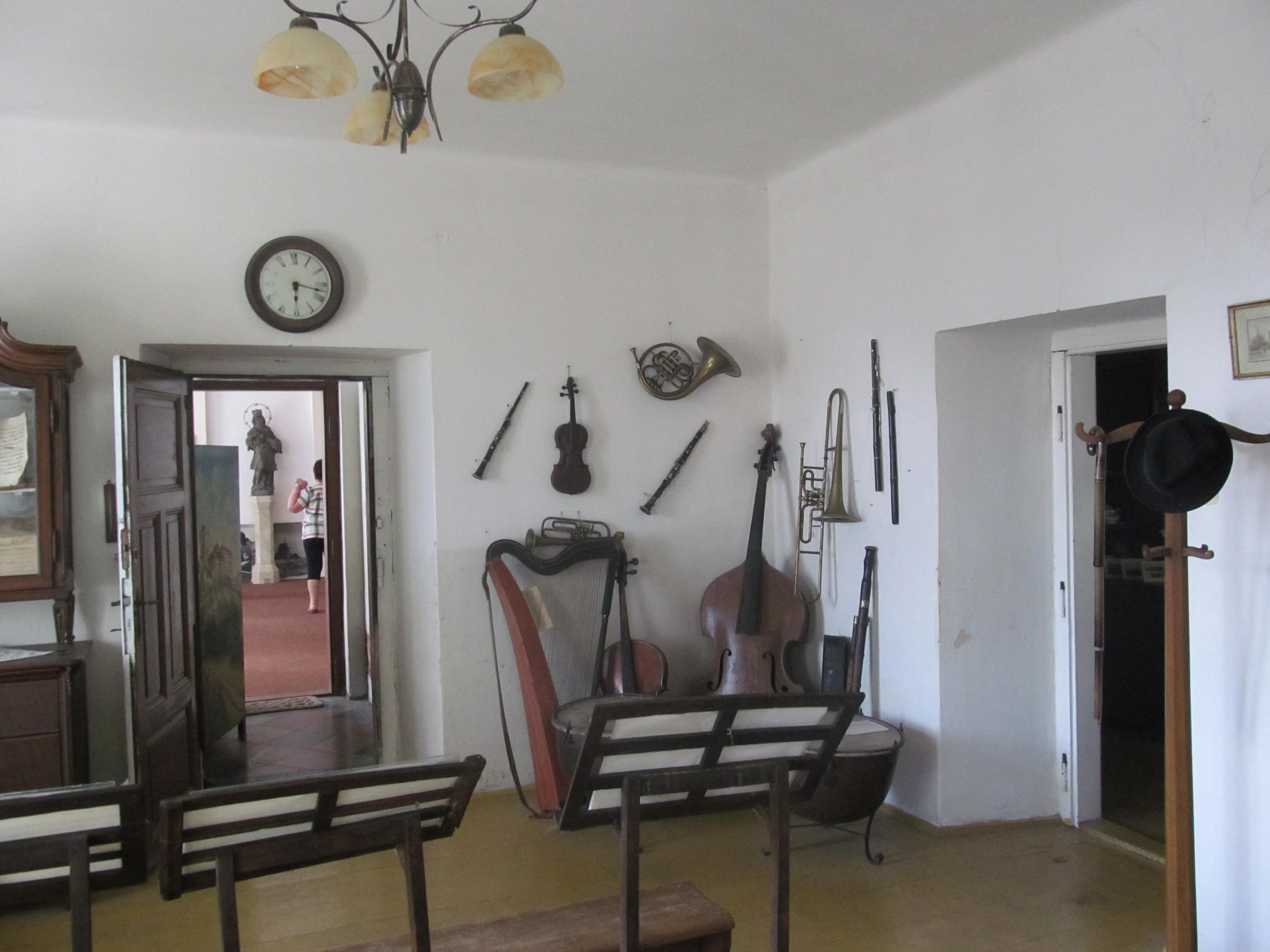
Pohled do expozice ve "Varhaníkovně"
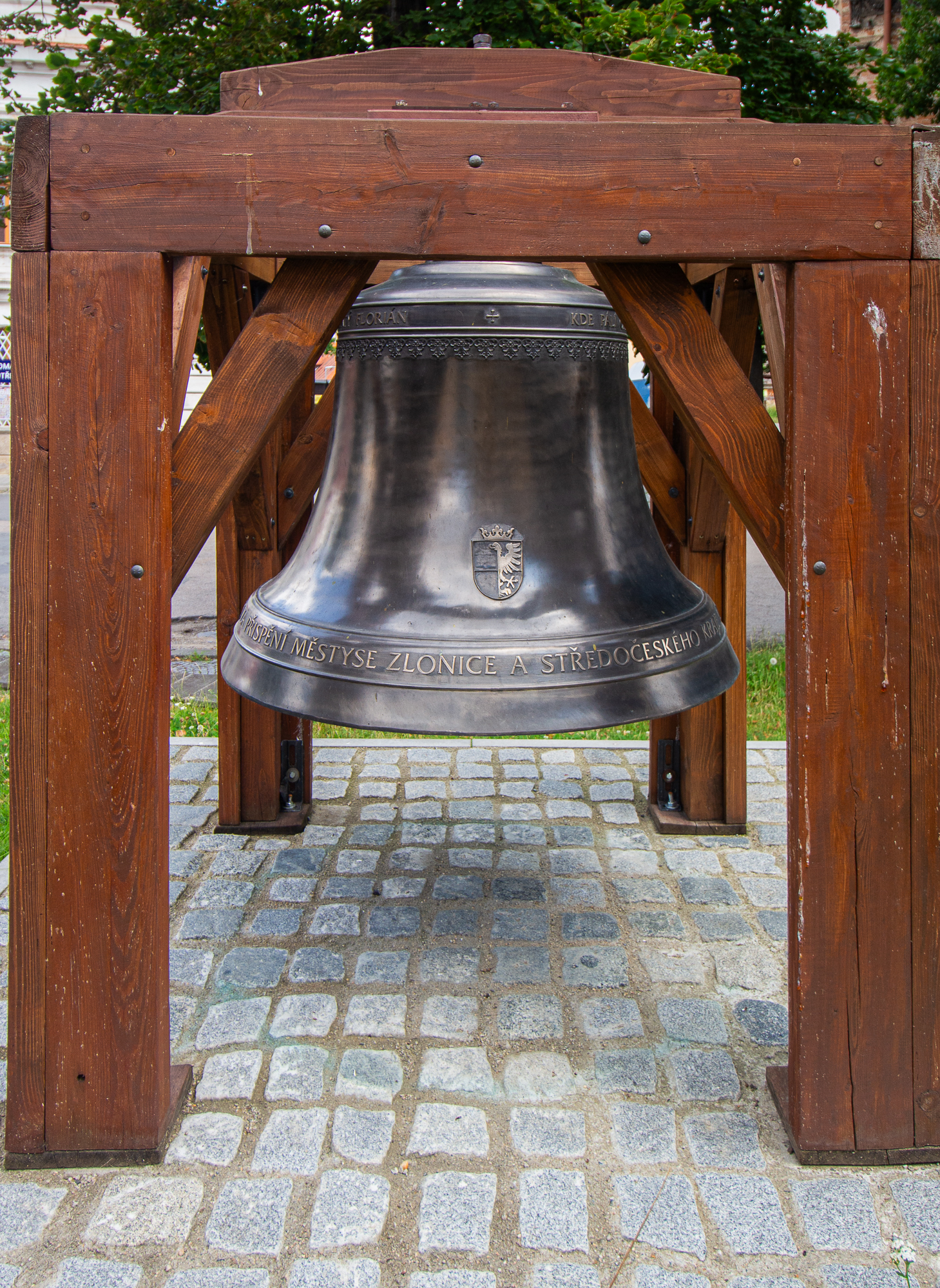
Zlonický zvon